# ミラクル (パチスロ)
ミラクル（Miracle）は、1991年に尚球社（現：岡崎産業）から発売されたパチスロ（3号機）。兄弟機種であるチャレンジマン7（CHALLENGE MAN 7、1992年発売）についても本記事で述べる。
パチスロ史上初の大量獲得機であり、またMAX BETボタンを採用した最初の機種である。
なお、岡崎産業に社名変更した後の2002年に同機種名の「ミラクル」という機種が発売されたため、初代ミラクルということもある（ラッキーチャンスでも同様の例がある）。こちらはほとんど設置されなかったため、パチスロで一般に「ミラクル」といえば初代のほうを指す。

## 大量獲得の原理
3号機のBIGでは機種によって純増方式と期待値方式のいずれかを採用することができるようになっていた。純増方式はBIG中の純増枚数をカウントし、純増枚数によって小役フラグ成立、JAC IN、JAC中の当たりを制御するものである。期待値方式はBIG中も通常時と同じように完全確率抽選によって小役フラグ成立を制御するものであり、純増方式に比べて獲得枚数にばらつきが出る。また、ランダムに押したときの期待値を基準にするため、取りこぼしやすい小役ほど抽選確率を高くすることができる。
3号機当時はBIG中に目押しをしないと獲得枚数が減ってしまう期待値方式はメーカーに嫌われ、純増方式を採用するメーカーが大多数であった。事実、3号機で期待値方式を採用したメーカーは尚球社のみであった。しかし、期待値方式はBIG中に目押しをしないと獲得枚数が減ってしまうが、逆に言えば取りこぼしやすい小役を全部揃えることができれば獲得枚数を大幅に増やすことができる。尚球社はそれに着目し、当時の純増方式の機種の平均獲得枚数が約360枚であったのに対し、ミラクルは約450枚と獲得枚数を大幅に増やすことに成功した。
ミラクルの小役ゲーム中は1/1.07で15枚役が抽選されている。この15枚役は右リールの入賞絵柄の数が少なくなっており、取りこぼしやすくなっている。しかし、目押ししやすい黒い絵柄のかたまりを狙うことによって15枚役を確実に入賞させることができる。この絵柄は黒い長方形の中に7が描かれた絵柄（BIG絵柄）とBが描かれた絵柄（REG絵柄）が2コマ連続しているものであり、特に7絵柄は通常の機種と大きく異なるデザインであった。
3号機当時の期待値方式はJAC INは完全確率抽選ではなかったため、ミラクルでは特定のゲーム数でJAC INするようになっている。特に3回目のJAC INのゲーム数は10ゲーム、15ゲーム、20ゲーム、25ゲーム、30ゲームがそれぞれ1/5で抽選されており、これによって獲得枚数が約350枚、約400枚、約450枚、約500枚、約550枚と大きく変動するようになっている。4号機の大量獲得機のようにパンクすることはない。
兄弟機種のチャレンジマン7では3回目のJAC INのゲーム数が20ゲームに固定されており、獲得枚数も約450枚と一定になっている点がミラクルと大きく異なる。

## MAX BETボタン
現在のパチスロではワンプッシュで最大3BETができるMAX BETボタンがついているのは当たり前だが、当時のパチスロは1枚ずつしかBETすることができず、3BETするのはBETボタンを3回押す必要があった。尚球社は1BET、2BET、3BETボタンをすべて別々に搭載し、3BETボタンを最も押しやすい場所に配置することによりパチスロの操作性を大幅に改善した。4号機時代になってからパル工業が2番目のMAX BETボタン採用メーカーとなり、4号機時代中期までにはすべてのメーカーがMAX BETボタンを採用するようになった。